# Typografie

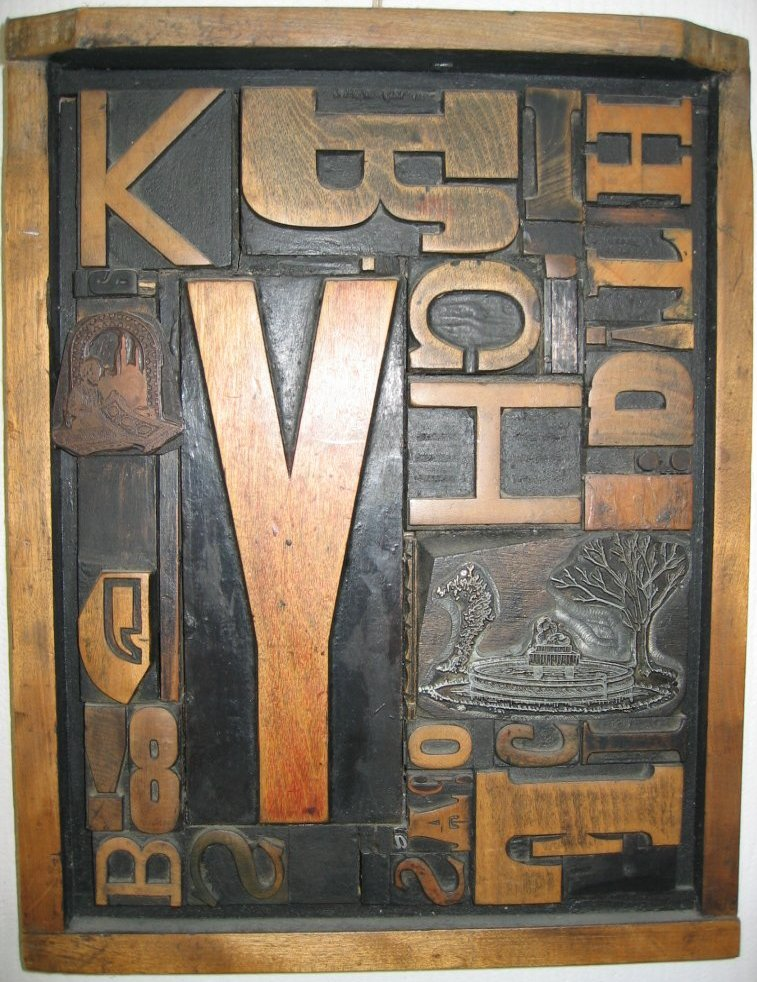

Typografie (Oudgriekse τύπος, túpos: slag, vorm, afdruk en γράφειν gráphein: schrijven) is de kunst van het vormgeven, zetten en drukken van tekst, zowel voor functionele als esthetische doeleinden. Daarbij speelt de opmaak van tekstblokken, de bladspiegel alsook de keuze van lettertypen, vette en cursieve varianten, witruimte en interpunctie een belangrijke rol.
Oorspronkelijk was het belangrijkste medium voor de typografie het boek. Bij formulieren, webpagina's, interactieve cd-roms, reclame-uitingen of waarschuwingsborden is typografie echter ook niet meer weg te denken. Typografie dient rekening te houden met het medium en doel van de geschreven teksten. Deze stellen verschillende eisen voor leesbaarheid en opvallendheid.

## Toepassing
Typografie houdt zich bezig met tekstuele vormgeving en wordt in de meeste gevallen toegepast om het doel en de inhoud van een tekst te ondersteunen. Een tekst moet bijvoorbeeld leesbaar zijn, wat eisen stelt aan de gebruikte letteranatomie. Daarom worden teksten in boeken en kranten vaak uit een lettertype met schreef gezet, maar op het beeldscherm juist vaak met een schreefloos lettertype zoals Arial of Tahoma opgemaakt.
Voor een reclame- of waarschuwingsbord is het van belang dat woorden opvallen door ze met felle kleuren te accentueren. In een lange tekst wordt gebruikgemaakt van vetgedrukte woorden om de aandacht te trekken en om hiërarchie aan te geven voor het lezen en wordt cursivering gebruikt om de lezer te attenderen tijdens het lezen.
Ook met andere zaken die de leesbaarheid van een tekst beïnvloeden houdt typografie zich bezig, bijvoorbeeld de beoogde lezer en de indeling van een pagina.
De typograaf let op onder andere:
- de zetbreedte (regellengte): de breedte van een tekstblok of kolom. De typograaf let daarbij op het maximum aantal tekens of woorden per regel. Bij een tekst met te lange regels moet het oog van de lezer een te grote afstandssprong maken van het eind van de regel naar het begin van de volgende. In het algemeen worden maxima gehanteerd van gemiddeld ca. 85 tekens (inclusief spaties en leestekens) of van twaalf woorden;
- de diverse lettergroottes (korpsen) en -soorten. Door een combinatie daarvan (naast onder andere kleurgebruik) kan de typograaf de diverse tekstelementen visueel onderscheidend maken en daarmee de inhoudelijke hiërarchie goed visualiseren en ordenen. Letterfamilies bestaan uit diverse lettersoorten, meestal minimaal romein (normaal), vet, cursief en vet-cursief. Er zijn ook uitgebreide letterfamilies, die dan bijvoorbeeld als extra lettersoort vet-cursief, halfvet, extra vet, kleinkapitaal, versmald en verbreed hebben;
- de verhoudingen tussen de marges rond het tekstblok;
- het vaste (verticale) tussenwit (bij meerdere kolommen);
- de interlinie: het wit tussen twee regels;
- de regelafstand: de grootte van de letter (het korps) opgeteld bij de grootte van de interlinie. (Voorbeeld: korps 10 punt + 4 punt interlinie geeft een regelafstand van 14 punt);
- het gebruik van initialen = al dan niet sier-kapitaal van een groter korps aan het begin van een hoofdstuk, in een andere (traditioneel rode) kleur;
- het gebruik van kapitalen (hoofdletters) en onderkast (kleine letters als deze);
- de letterspatiëring: het wit tussen de letters onderling;
- de gebruikte letterfamilie(s) (lettertypen);
- de ligaturen;
- de leestekens;
- het bijeenblijven van inhoudelijke ‘eenheden’.

Lettertype, korps, interlinie en de gemiddelde grootte van de spaties hebben grote invloed op de kleur van de pagina, het algemene voorkomen van het tekstblok. Die zal bij een Bodoni totaal anders zijn dan bij een lettertype als Garamond of Baskerville.

### Leesbaarheid
Omwille van de leesbaarheid en een prettig paginabeeld zullen alle witruimtes in een logische verhouding tot elkaar moeten staan. Dit wordt ook wel de witcanon genoemd; het betreft in oplopende grootte: het wit binnen de letters, het wit tussen de letters, de woordspatie, de interlinie, het kolomwit en de paginamarge.
Om een bekend voorbeeld te geven: de staartregel van een alinea die niet alleen boven aan een pagina mag staan (het zogenaamde ‘hoerenjong’). Zo bestaat er onder andere ook de ‘wees’ of de ‘weduwe’ (uit het Engels: the ‘widow’). Deze termen staan beide voor de eerste regel van een alinea die alleen staat onderaan een pagina.
Voor woordenboeken of kranten, waar ruimte schaars is, worden er opzettelijk smalle lettertypen gebruikt met korte stokken en staarten, waardoor het papier efficiënter benut wordt. De marges worden dan uiteraard ook klein gehouden. Een voorbeeld is het lettertype Lexicon (Bram de Does, 1992), dat in het NRC Handelsblad en de Dikke Van Dale wordt gebruikt.
Sommige aspecten en gewoontes van de typografie zijn universeel: te lange regels, te weinig interlinie en te kleine woordspaties lezen niet prettig. Andere gewoontes zoals het gebruik van aanhalingstekens en gedachtestreepjes verschillen van tijd tot tijd en van land tot land en daarbinnen weer van publicatie tot publicatie.

## Geschiedenis
Typografie bestaat al sinds de uitvinding van het schrift. In de handschriften in de eeuwen die aan de uitvinding van de boekdrukkunst voorafgingen, werd nadrukkelijk naar evenwicht gezocht ten bate van bladspiegel en voorkomen.
De boekdrukkunst zoals die door Johannes Gutenberg in het westen geïntroduceerd en verder ontwikkeld werd, is een fase in een eeuwenlange ontwikkeling. Gutenbergs boeken hebben een evenwichtige bladspiegel, die in de eerste plaats te danken is aan de ruime witmarges rond de teksten, en ook aan het zorgvuldig uitkiezen van ligaturen en afkortingen. Die werden destijds ook in handschriften gebruikt en zijn boeken waren in verschillende opzichten een imitatie van die handschriften.
Gutenberg gebruikte losse loden letterstaafjes, waarvan het oppervlak werd ingeinkt, waarna dit oppervlak tegen een vel papier of perkament werd geperst, waardoor de inkt het letterbeeld daarop achterlaat. Dit is hoogdruk of boekdruk, hetgeen de term is die door drukkers-professionals gebruikt wordt.
- Om deze letterstaafjes te kunnen gieten, waren matrijzen nodig, met daarin het beeld van de letter, naast een handgietvorm, die ingesteld kon worden op de grootte en de breedte van de letter.
- Deze matrijzen werden gemaakt door een gehard stalen letter, of patrijs met een hamer in een koperen plaatje te stempelen.
- Deze patrijzen werden met kleine vijlen, boortjes, ruimers en tegenpatrijzen (counter punches) vervaardigd uit ongehard ijzer, dat als de patrijs klaar was, aan de punt werd gehard, zodat het de hamerslagen kon weerstaan.

Gutenberg was opgeleid als goudsmid en was daardoor in staat de nodige matrijzen te vervaardigen, de matrijzen te stempelen en af te werken, en daarna de letters te gieten.
Voor het gieten van de letter is echter zuiver lood ongeschikt; dat levert een te zachte vorm op, die snel onder de druk van een pers bezwijkt. Ook is zuiver lood niet vloeibaar genoeg en vult het de matrijs niet goed. Toevoeging van voldoende tin verhoogt de vloeibaarheid, maar door de grote uitzettingscoëfficiënt kan het beeld in de matrijs afbreken. Bismut en antimoon zetten uit bij afkoeling, wat de uitzetting van het metaal beperkt. De letter laat gemakkelijk uit de matrijs los. De bismut-tin en antimoon-tin-mengkristallen die ontstaan bij het afkoelen van deze legeringen maken de letter bovendien hard en duurzaam.
Antimoon werd gewonnen door antimoonsulfide samen te smelten met ijzeren spijkers en te stoken in grote met houtskool gestookte fornuizen. De zwavel verdwijnt dan als ijzersulfide. Daarna werd het antimoon gezuiverd door het samen te smelten met gewoon zout, natriumchloride. Er ontstaat zo een legering van antimoon met 9% ijzer. Dat werd gemengd met lood, dat eerst roodheet gestookt was. Alles gebeurde in de open lucht, ver buiten de wallen vanwege het brandgevaar.
Deze methodiek van lettergieten werd ruim vijf eeuwen lang, tot ver in de twintigste eeuw, toegepast en daarbij werden een aantal conventies ontwikkeld die ook in modernere technieken nog terug te vinden zijn.
De drukkunst heeft verschillende innovaties gekend, zoals de lithografie (Alois Senefelder) waaruit later zich de offset of vlakdruk zou ontwikkelen, de ijzeren degelpersen (Lord Stanhope), de stop-cilinder-pers van Koenig & Bauer, de vele soorten degelpersen, de rotatiepers, de zetmachines van Linotype en Monotype, fotozetsystemen als MonoPhoto, die later weer werden verdrongen door laserzetsystemen.
Eind negentiende eeuw, begin twintigste eeuw was er een sterke opleving van de belangstelling voor mooi gedrukte boeken. In de negentiende eeuw was de typografische kwaliteit van het meeste drukwerk sterk achteruitgegaan. Er kwam weer belangstelling voor de lettertypen uit de eeuwen daarvoor. De motor hierachter was eerst de Private-pressbeweging. Dit culmineerde uiteindelijk in de revivals van oude lettertypen bij vele lettergieterijen maar vooral ook bij invloedrijke firma’s als Linotype en Monotype. Onder anderen Stanley Morison, Jan van Krimpen, Eric Gill, Beatrice Warde en S.H. de Roos hebben daartoe bijgedragen. Jan Tschichold en Huib van Krimpen hebben door hun publicaties een sterke invloed gehad op het betere boek in Nederland.
Heden ten dage is het de computer waarop programma’s kunnen draaien, die het voor eenieder mogelijk maken zelf teksten op te maken en de rol van typograaf te vervullen. Met tekstverwerkingsprogramma’s als Microsoft Word,  LibreOffice Writer en WordPerfect is het mogelijk om teksten van verschillende lettertypen, kleuren en vormen te voorzien.
Andere typografische systemen zijn TeX en LaTeX, voornamelijk voor het opmaken van wetenschappelijke teksten, en professionele opmaakprogramma's zoals QuarkXPress, Adobe InDesign, Affinity Publisher  en Framemaker. Professionele typografen maken slechts gebruik van dit soort programma’s.

## Typografische eenheden
Binnen de typografie zijn verschillende maatsystemen in gebruik. Verwarrend genoeg worden ze alle drie uitgedrukt in ‘punten’, een lettertype kan bijvoorbeeld 12-punts groot zijn. (Men spreekt dan van ‘korps 12’.) Ook zijn ze alle drie geënt op een twaalfdelig stelsel.
Het klassieke Europese systeem is ontworpen door de Fransman Pierre Simon Fournier in 1837. Dit systeem was gebaseerd op het 12-tallig stelsel en een onbekende voet. 1 voet = 6 duim, 1 duim is 6 cicero, 1 cicero = 12 punt.
Later heeft François-Ambroise Didot dit systeem overgenomen, enkel de basis voor het Didot-systeem was de iets grotere Koningsvoet. Dit systeem kon de overhand krijgen, aangezien het Franse hof eiste dat alle drukwerk in opdracht van het hof (regering) gedrukt was in het Didot-maatsysteem. De punt in dit stelsels is 0,376 mm. 1 Didot of Augustijn bestaat uit 12 punten.
Aangezien 12 punt Fournier ongeveer overeenkomt met 11 punt Didot, werd het systeem Fournier ook wel aangeduid als het “Mediaan”-systeem, omdat 11 punt met mediaan werd aangeduid. Er heeft echter nooit een 11-tallig stelsel bestaan.
Ook de Angelsaksische wereld nam het systeem Didot over, enkel de basis werd de inch: 1 pica = 1/6 inch = 0.1667 inch = 12 punt pica. Dit heet het: Old-English-System. Later werd nog een andere definitie ingevoerd: 1 pica = 0.1660 inch. Of wel het “New-English-System”.
Zo werd 1 Picapunt gelijk aan 0,35146 millimeter (dus iets kleiner dan de punt van Didot). Dit betekent dat er 72,27 punten in een inch gaan. 1 Pica bestaat uit 12 punten.
Voor wat betreft The Monotype Corporation limited in Salfords UK, die firma leverde aan alle klanten op het vasteland van Europa de wiggen gebaseerd op de “oude” Pica. Bijgevolg is er ook een verschil in de bijgeleverde tabellen in de “manuals” of handleidingen in bijvoorbeeld het Nederlands, Duits of Frans.
Met de komst van de computer en de invoering van PostScript is er een terugkeer naar de  de oude Angelsaksische punt, waar er precies 72 punten in een inch gaan. Ook deze punt is nog altijd kleiner dan de punt van Didot.
Voor wat betreft computer-programma’s en printers, het resultaat op papier, dat is geheel afhankelijk van de toevallige combinatie van printer-programma-computer, en het komt in het algemeen helemaal niet overeen met wat er op het scherm staat.
Voorts wordt er ook met het metrieke stelsel en met inches gewerkt.

## Nederlandse typografen
- Wim Crouwel
- Bram de Does
- Johan van Eikeren
- Dick Elffers
- Sem Hartz
- Huib van Krimpen
- Jan van Krimpen
- Abe Kuipers
- Martin Majoor
- Walter Nikkels
- Gerrit Noordzij
- Charles Nypels
- S.H. de Roos
- Helmut Salden
- Willem Sandberg
- Fred Smeijers
- A.A.M. Stols
- Gerard Unger
- Piet Zwart